# Język taman (austronezyjski)
Język taman (dayak taman, taman dayak) – język austronezyjski używany w prowincji Borneo Zachodnie w Indonezji, w rejonie górnego odcinka rzeki Kapuas. Według danych z 2007 roku posługuje się nim 30 tys. osób.
Jest wyraźnie odrębny od większości języków Borneo. Języki ludów Maloh (Banuaka’), w tym taman i embaloh, zostały powiązane z językiem bugijskim. Inna propozycja łączy je bliżej z językiem malajskim (taką klasyfikację zasugerował pierwotnie R. Hudson, a później postulowali ją R. Blust i B. Nothofer, lokując embaloh wśród języków malajskich). K.A. Adelaar (1994) przedstawił dane wskazujące na ich pokrewieństwo z językami południowego Sulawesi .
Języki embaloh i taman są sobie na tyle bliskie, że występuje między nimi wzajemna zrozumiałość i mogą być rozpatrywane jako dialekty jednego języka.